# Houstonia acerosa
Houstonia acerosa är en måreväxtart som först beskrevs av Asa Gray, och fick sitt nu gällande namn av George Bentham och Joseph Dalton Hooker. Houstonia acerosa ingår i släktet Houstonia och familjen måreväxter.

## Underarter
Arten delas in i följande underarter:
- H. a. acerosa
- H. a. polypremoides
- H. a. tamaulipana